# III. Philipposz makedón király
III. Philipposz Arrhidaiosz, magyarosan III. Fülöp (görögül  Φίλιππος Γ ὁ Ἀρριδαῖοςʹ, latinul: Philippus III Arrhidaeus;  Kr. e. 359 – Kr. e. 317. december 25.) makedón király Kr. e. 323-tól haláláig.
II. Philipposz makedón király és Philinna thessaliai táncosnő fiaként, így Nagy Sándor mostohatestvéreként született. Sándor halála után a gyalogság királlyá kiáltotta ki, hogy Sándor özvegyének, Rhóxanénak születendő fiával együtt uralkodjék. Philipposzhoz Eurüdikét, II. Philipposz élénk elméjű és férfias lelkületű unokáját, egyben IV. Amüntasz makedón király leányát adták feleségül. Eurüdiké ugyan mindent elkövetett, hogy az uralmat magának és férjének biztosítsa, de nem járt sikerrel: Kr. e. 317-ben mindkettőjüket Olimpiász, Nagy Sándor édesanyja meggyilkoltatta.